# 戦女神ZERO
『戦女神ZERO』（いくさめがみ ゼロ）は、2008年6月13日にエウシュリーから発売された18禁RPG。戦女神3作目であり、戦姫シリーズ（『戦女神』及び『幻燐の姫将軍』）の最初のストーリー(EPISODE-0,1)となる。
美少女ゲームアワード2008ではプログラム賞で金賞、ユーザー支持賞で銀賞を受賞した。

## ストーリー
まだ人間だった頃のセリカと女神アストライアの運命の出会いから物語は始まり、後に「神殺し」と呼ばれる事になったセリカが、世界のあらゆる者から畏怖され、また忌み嫌われても生き続ける姿を描く。今作は、安住の地を得るまでの数百年間にも及ぶ生きるための戦いの、最初の170年余りが舞台となる。
第1世代（序章～第3章）
かつて、二つの世界が融合して誕生したディル＝リフィーナ。そこに生きる剣士セリカは、嵐の神バリハルトの信徒として、日々人々の安寧の為に戦っていた。そんな日々が続いていたある時、セリカは邪悪な神器「ウツロノウツワ」の浄化法を探索するよう、バリハルト神殿の長オレノから命じられる。
後に邪教徒として神殿から追われる事になったサティアと共に逃亡の旅に出るが、その時にサティアと「二人で生きていこう」という約束を交わす。しかし神殿の網からは逃れられず、なんとかサティアだけを逃がして自身は捕縛される。
サティアの正体は、古の三姉妹の女神（レア・アストライア・アイドス）の次女で、裁きを司る正義の大女神「アストライア」であり、妹神「アイドス」の気配を感じ取ってこの神殿を訪れたのが事の発端だった。
一方、ウツロノウツワと融合させられたセリカはその呪いで狂気と憎悪に支配され別人の様になってしまう。「シルフィル」の名はこの時にバリハルトより与えられた。そうして「勇者」という名の神の傀儡となったセリカは、ウツロノウツワより創り出された神剣「スティルヴァーレ」を携え、邪神と認定されたサティアを滅ぼすための戦いに臨む。サティアはウツロノウツワに取り込まれた彼を止めるため、勅封の斜宮に封じてあった自身の力（リブラクルース）を解放し、神剣スティルヴァーレに操られたセリカと対峙する。その戦いの中、ウツワの呪いからセリカを救うためにあえてスティルヴァーレの一撃を受け、セリカと共に「聖なる裁きの炎」で己が身を包む。しかし愛するセリカを殺す事ができず、以前交わした「二人で生きていこう」という約束を果たすべく己の身体をセリカに預け、呪われた魂の一部を神の力の一部と共に切り捨てる事で生かした。サティアによって呪いを浄化されたセリカは正気を取り戻す。最後の会話の中でサティアは「生き続けて」と願い、後にどんなに記憶を失おうとも変わる事のない、セリカの行動の根幹を成す「どこまでも生き続ける」という約束を交わす。このときに記憶の多くを失い、以降も神の肉体の圧力によりある程度以上の過去の記憶を保持することが困難となるが、この約束だけは魂が記憶しているため理由や動機を忘れていても約束を果たし続ける。
第2世代（第4章から第5章）
アストライアと融合したセリカは記憶を失い、姉のことも忘れてしまった。
彼はサティアの魂の探索と、古神は決して邪神ではないという事の証を立て、神殿に存在を認めさせる事を行動の目的としていた。
勅封の斜宮での出来事の後、マクル帰還の途上でスフィーダの魔法により船が破壊され海に放り出される。そして流れ着いたアヴァタール地方の外れ、腐海の地にある地下都市フノーロでアビルースやペルルの助けにより体調の回復を図っていたが、ようやくある程度回復したためマクル目指して旅に出る事になる。
その旅の中でハイシェラとの再会や空の勇士との出会いと別れ、アビルースとの別れを経て遂にマクルに辿りつく。しかし、バリハルト神殿はセリカを邪神としてその言葉を一切聞かず、総力を挙げて迎え撃ってくる。多くの犠牲を出した戦いの末に姉の死を看取った時、薄々感じていたサティアの死と、自分の存在そのものが不幸を撒き散らす事を悟ったセリカは、絶望のあまり心を閉ざして眠りについてしまう。神殿での一部始終に立会い、セリカが生きる事を放棄したのを見届けたハイシェラは、セリカとの約束通り女神の身体を己が物とした。
第3世代（第6章から第7章）
女神の強大な力を手に入れたハイシェラは、オメール山を根城にその力でケレース地方の覇権を狙って戦乱を起こす。 戦乱が終結した後は、オメール山の先史文明遺跡へと足を踏み入れ、そこで自身の過去と向き合う。かつての主たる先史文明が生み出した遺跡機械の命令に逆らえず、全ての記憶をリセットされ元の兵器となるよう精神を乗っ取られかけるが、ここでセリカが覚醒し、「聖なる裁きの炎」で機械を焼き尽くし命を救われる。セリカの覚醒と共に女神の肉体から外へと弾き出されたハイシェラは、再び眠りに就こうとするセリカと再会の約束を交わした後、事後処理を白銀公に託しアムドシアスと共に何処かへと去った。
第4世代（第8章から最終章）
ハイシェラより身体の主導権を取り戻した後、セリカは枯渇した魔力を補充するために120年間眠り続けていた。神の肉体が人の魂に与える圧力の影響で、この頃にはほぼ全ての記憶と感情を失っており、サティアの事すらもう思い出せない。しかし生き続けるという約束だけは魂に刻み込まれており、今後のセリカの行動の根幹を成すようになる。
オメール山で目覚めた際、訳もわからないまま得体の知れないものに襲撃されたセリカは、何とか逃げ延びトライスメイルへと招かれる。そこで己の名前「セリカ」と自身の身体の特性について白銀公に話を聞いた後、トライスメイルに行商に来ていたシャマーラの護衛として外界へと旅立つ。しばらく旅の行商暮らしを送りながらレウィニア神権国へと辿り着くが、そこで水の巫女と再会しレクシュミに出会う。セリカはメルキア王国で聖女クリアと邂逅し、更に腐海の大魔術師となったアビルースとも再会するう。アビルースの暗躍で生まれた狂った水精を遺絃の渓谷で迎え撃った際、その場に出現した得体の知れないものがこれを取り込み強大な力を得るに至る。
遺絃の渓谷にて、得体の知れないものとの接触によりアストライアの物も含めた自身の記憶が蘇り、その正体がアストライアの妹「古神アイドス」である事を知る。そしてアイドスが去った後、クリアより「狭間の宮殿」を決着の場とするようマーズテリアが定めたと告げられた。ついに逃れられない宿命と対峙することになったセリカは、再会のためその場を訪れたハイシェラと共に行く事を決意し、シャマーラと別れ紅き月神殿でハイシェラとの最後の決闘に臨む。この戦いで勝利したセリカは、自ら剣に宿ったハイシェラと共に狭間の宮殿に挑み、古神アイドスとの最後の戦いを制してこれを取り込み消滅させる。その行いは人の魂への圧力を更に高める行為であったため、言葉も感情も失ってしまったセリカは、狭間の迷宮を脱出した後まどろみの中でクリアと再会の約束を交わし、青空の下意識を失った。
エンディング
夕空の下目覚めたセリカは、言葉を話せるようになった代わりに、蘇った記憶どころかハイシェラの事さえも名前以外全て忘れていた。剣に宿った経緯についてハイシェラがついた嘘を信じ、彼女にこれから先も失われ続ける己の記憶を代わりに全て覚えていてくれと願う。そして後ろに束ねていた長髪を切り、新天地レスペレント地方へと旅立っていった。その地で気になる魔力の気配を感じ、行軍するエクリアを群集の中から目にする。

## ゲームの進め方
目的地に行ってイベントを発生させてストーリーを進め，それに伴ってダンジョン探索や敵との戦闘が発生する。基本的にストーリーは一本道だが、寄り道や選択肢によって細部の展開がある程度変化する。これにより一部のルートでしか仲間にならないキャラも存在する。

## 前作のシステムとの主な違い
- 召喚キャラは常時召喚可能となり通常の仲間と同様にパーティーに組み込めるようになった。ただし召喚時は主人のMPなどの最大値が減り、HPが0になれば非召喚状態に戻るなどの違いがある。
- 戦闘時は実際に戦うメンバー5人とは別に2人のサポートキャラを配置できる。操作はできないが、戦闘メンバーのステータスを上げるなどキャラごとに違う効果を発揮する。
- ダンジョンを出ると自動でステータスが全快する（装備品の呪いなどを除く）。そのため宿屋という概念が無くなった。

## 登場人物

### 第1世代
まだセリカが人間だった頃の、序章から第3章に主に登場するキャラクター。バリハルト神殿の関係者が多い。
セリカ・シルフィル
キート村出身で、バリハルトの神官でセアール人の父と原住民スティンルーラ人の巫女だった母との間に生まれたハーフ。両親は既に他界しており、現在はマクルの街で姉カヤと二人暮し。バリハルトの敬虔な信徒で剣と魔法に優れた力を持ち、将来は勇者となる事を期待されている。最初はまだ「シルフィル」の名を持たない。心優しく正義感に溢れる人物で、たとえ魔物であっても可能なら命を奪うまいとする。神殿より、父のやり残した呪われた神器「ウツロノウツワ」浄化の命を受け旅を続ける。廃都ノヒアでサティアと運命の出会いを果たし愛し合った事で、後に数百年にも及ぶ生き続けるための戦いが始まる。
サティア・セイルーン
声 - かわしまりの
セリカが廃都ノヒアで出会った心優しい少女。セリカと愛し合い、神器「ウツロノウツワ」浄化の旅に同行することになる。
その正体は、古の三姉妹の女神（レア・アストライア・アイドス）の次女で、裁きを司る正義の大女神「アストライア」。戦いに満ちたこの世界を、争いの無い平和な世界にする方法を探し、永い間世界中を彷徨って来た。この地を訪れたのは、妹神「アイドス」の気配を感じ取ったため。バリハルトの命を受けたマクルの神殿は総力を挙げて彼女を滅ぼそうとし、その要としてセリカが選ばれてしまう。そうしてウツロノウツワに取り込まれたセリカを止めるため、勅封の斜宮に封じてあった自身の力（リブラクルース）を解放し、神剣スティルヴァーレに操られたセリカと対峙する。その戦いの中、ウツワの呪いからセリカを救うためにあえてスティルヴァーレの一撃を受け、セリカと共に「聖なる裁きの炎」で己が身を包む。しかし愛するセリカを殺す事ができず、以前交わした「二人で生きていこう」という約束を果たすべく己の身体をセリカに預け、呪われた魂の一部を神の力の一部と共に切り捨てる事で生かした。この時セリカに「生き続けて」と願い、魂に刻まれる永遠の約束を交わす。第二世代の最後では彼女は死んだという認識だが、アイドスを倒した時にサティアの声とセリカの物ではない感情がわき上がり、まだ生存している可能性も示唆されている。
パズモ・メネシス
声 - 神崎ちひろ
後述の、世代を越えて登場するキャラ。
カヤ
声 - 芹園みや
セリカの実姉でバリハルト神殿の神官。セリカと同じくハーフ。弟をからかう事が大好きな、明るく元気な性格。お宝に目がなく、単純な罠に引っかかる事もある。確かな魔法の実力を持ち、同世代の神官の中では出世頭のエリート。実弟のセリカを女として愛しているが、その想いは心の底に封じ込めている。サティアの事を歓迎し、セリカとの仲が上手くいくよう見守っていた。
後に、ウツロノウツワから溢れ出す邪気に狂わされ、秘めていた想いを負の方向に暴走させられる。そして狂った嫉妬心から、セリカの心を捉えて離さない邪魔な存在であるサティアを殺す事に、執拗にこだわる様になる。セリカを勇者とする性儀式に率先して参加し、儀式を主導した。最後は邪神を倒すためのオレノの儀式の生贄となり命を捧げたが、その時に正気を取り戻す。死体の山の中でまだかろうじて息が残っており、オレノを倒した後に駆けつけたセリカに、サティアはセリカの心の中で生きている事とセリカへの労りの言葉を残して死んでいった。セリカはカヤが姉だという事は認識できていたが、名前だけは遂に思い出す事ができなかった。
ダルノス・アッセ
バリハルト神殿に所属する剣士。料理の得意な気のいい兄貴分で、飛燕剣の達人でもある。セリカの剣の師匠。辺境の原住民の生まれであるため、剣の実力は高いのに正規の神官にはなれていない。邪教徒により生贄として妹を殺された過去を持ち、邪教徒を憎む心は非常に強い。鉄屑の谷で得体の知れないものに接触され、心の奥底の闇を引き出される。
その後序々に邪気に侵され狂い始めたダルノスは、ウツロノウツワに魅入られ、スティンルーラ人の襲撃の混乱に乗じて教会から盗み出す。その罪を、同時期に不審な行動をとっていたサティアに被せ、邪教徒として追撃させた。サティア追撃の指揮を執っていた時には既に完全にウツワに取り込まれており、その性格は残忍なものへと変化していた。サティアを救出に来たセリカに敗れ、死の間際に正気を取り戻し「神殿を信じるな」と言い残して息を引き取ったが、その時にはウツワを所有していなかった。
オレノ・ユナパムキ
嵐神バリハルトの大司祭で、マクルの街のバリハルト神殿の最高責任者。セリカにウツロノウツワ浄化の命を下す。温厚な性格で、原住民スティンルーラ人との和解の道を模索している。
セリカに「ウツロノウツワ」浄化の命を下したが、実はそれすらも古神を滅ぼすための現神の罠だった。バリハルトの命により、古神を滅ぼすためならまさに手段を選ばないため、捕らえたセリカを勇者にするため神殿の女性神官を使って性魔術による儀式を行ったり、神殿の信徒全てをバリハルトへの生贄に捧げて神殺しとなったセリカを倒そうとしたりした。その行動は狂気そのものだったが、彼もウツロノウツワの邪気に当てられていたのか、ただの狂信者だったのかは定かではない。はっきりしているのは、この狂気の行為すら古神を滅ぼすためならバリハルトは容認して力を与えていたという事のみ。
ラウネー・クミヌール
声 - 中野志乃
バリハルト神殿の神官長。セリカにとっても上司だが、カヤにとっては直属の上司にあたる。神殿中がウツロノウツワの邪気に侵されていくなかで正気を保っていたが、セリカを勇者とする儀式の贄として、邪気そのものとなったセリカに犯され続けた結果気がふれてしまう。精神崩壊後はただ魔法を行使する戦いの道具として扱われていたが、神殺しとなったセリカの身体を奪おうとするアビルースによって再び性魔術の贄とされ、その直後、アビルースの老人化（魔術の暴走⇒精気の枯渇）の余波を（性魔術の贄としてアビルースと繋がっていたため）受けてしまい、精気の全てを失いミイラとなって死亡した。名前どころか上司であった事も思い出してもらえず、ひたすら不幸なキャラだった。
スフィーダ・ハムス
バリハルト神殿の神官で、剣と魔法の実力は高い。信仰心が篤く、司祭からも部下の神殿兵達からも強い信頼を得ている。
セリカがアストライアの体を得た直後に戦場に駆けつけ、邪神が生き残ったのだと思い戦いを仕掛けるが、セリカが放った飛燕剣により正体を悟り停戦。いったんマクルへと帰還することにする。しかし、帰還の船旅の最中に考えを変え、邪神をマクルに行かせる訳にはいかないと船員と共にバリハルトにその身を生贄として捧げ、ブレニア内海を覆う巨大な嵐の魔法を行使する。神殺しとなったセリカが唯一名前を思い出すことが出来たキャラ。
カミーヌ・セッテ
声 - 逢川奈々
バリハルト神殿の神官。レズビアン。同年代・同階位のカヤに対抗心を持っており、彼女がハーフであることによく突っかかって来るが、それは嫌っているからではなくカヤに興味があるからの様子。
セリカがアストライアの肉体を得た直後に運悪く戦いの場に駆けつけてしまったため、意識が混濁し飢餓感に突き動かされて動くセリカによって、食料として全ての精気を残らず奪い取られ干乾びて死亡した。セリカは最後まで名前を思い出すことは無かった。その際、処女ではないのにもかかわらず、男とは初めてだというセリフがあり、同性愛者である事が判る。
メリエル・スイフェ
声 - 広森なずな
バリハルトの見習い神官。セリカに対して恋心を抱いている。彼女もまた、セリカを勇者とする儀式に参加させられている。
神殺しとなったセリカがバリハルト神殿へと帰還した際、戦いの中で飛燕剣を振るう姿を見て、邪神の正体がセリカだと気付く。だが、そのショックで気がふれてしまう。その後、神殿でただ一人生贄にならず生き残っていた所を、混乱に乗じて突入してきたエカティカ達によって保護された。その際に、気がふれた彼女が「神殺しセリカ」という言葉のみを繰り返し口にしていたことで、神殿を崩壊させたのはセリカだという事がエカティカ達に伝わり、後にスティンルーラ人に受け継がれる「神殺しセリカ」の伝承が生まれる事になった。
ストエルル・ガウルフ
バリハルト神殿の軍司祭として遠征隊を率いる将軍。セリカの帰還により混乱していた神殿へ奇襲を仕掛けてきたエカティカに対し、一対一の決闘を挑んだが敗死した。
エカティカ
声 - 緒田マリ
マクルの街と対立する、セアール地方の原住民スティンルーラ人の戦士長。スティンルーラの集落は母系社会のため、彼女も男を見下していた。気性が激しく、マクルの街とバリハルト神殿は不倶戴天の敵としか見ていない。マクルを滅ぼさんと大規模な破壊をもたらす呪術の儀式を行っていたが、正しい伝承が残っていなかったためその儀式は方法が誤っていた。それに気付いたサティアの言葉を受け、自ら破滅の道を歩もうとしている彼女達を止めようとやって来たセリカ達と戦いになる。その後、自分に勝利し集落を救ってくれたセリカに対してだけは、態度が若干軟化した。セリカが神殺しとなった戦いの後、マクルとの戦で毒の一撃を受け死に掛けていた所を、マクル帰還の途上で集落を訪れたセリカに助けてもらい、彼に好意を抱いていた事に気付いた。
バリハルト神殿崩壊後、マクルの街を占領しセアール地方を取り戻したスティンルーラ人は、後に周辺国の文化を取り入れスティンルーラ王国を興し、彼女は最初の元老となる。しかし、集落で別れて以降、生涯セリカと再会することはなかった。 後世では「伝説の青き大戦士」と呼ばれている。
アメデ
声 - 野神奈々
スティンルーラの集落「クライナ」の長老。若かりし頃にサティアに助けられた恩があり、彼女には非常に恭しく接する。スティンルーラ人との和解を進めていたセリカの父親の事は、集落の巫女だった母親共々良く知っており、セリカにも好意的に接する。
リーズ
声 - 雪都さお梨
セリカが廃都ノヒアで魔物から救出した少女。魔物に陵辱された事で心に傷を負っていたが、セリカとサティアの度重なる訪問により癒されていく。その頃からセリカを勇者として慕っていた。後に、ウツロノウツワに取り込まれたセリカに犯される様に抱かれるが、心からセリカを信じているため、その時のセリカが狂気に囚われていた事には気付かなかった。
セミネ・タレイア
声 - 春日アン
マクルの街で娼婦を営む女性。ダルノスの愛人で、戦いに臨む彼の事を常に心配していた。後に、ウツロノウツワに取り込まれたセリカに娼婦として抱かれる。
リタ・セミフ
声 - 岩泉まい
後述の、世代を越えて登場するキャラ参照。
魔神ハイシェラ
声 - 知七
後述の、世代を越えて登場するキャラ参照。
リ・クティナ
声 - 民安ともえ
後述の、世代を越えて登場するキャラ参照。
ゲーエ
ダルノスの部下の神殿兵。いかつい外見の通り、粗暴な面がある。神殿を裏切り、サティアを救おうとするセリカの前に立ちはだかるが、あっさりと気絶させられる。その後も、戦いの道具として使っていた気のふれたラウネーに顔面を強打され退場するなど、いかにもな小物ぶりを見せた。
ガス
逃亡生活を送るセリカとサティアの為にアメデが手配した、ミニエの街からディジェネール地方へと渡る船の船長。捕らえられたセリカを救おうとミニエの街に戻ろうとするサティアを説得し、ディジェネール地方の勅封の斜宮へと送り届けた。
得体の知れないもの
声 - かわしまりの
後述の、世代を越えて登場するキャラ参照。

### 第2世代
セリカがアストライアの体を得た直後から、マクル崩壊までに主に登場するキャラクター。第4章から第5章。バリハルト神殿のキャラクターも引き続き登場するが、セリカは神殺しとなった影響で記憶が一部失われているため、名前を思い出してもらえない。ここで新登場するキャラは、後の時代まで因縁が続く者が多い。
セリカ・シルフィル
アストライアの肉体に移り目覚めたばかりのセリカ。神の肉体を得た己の力の制御もままならず、枯渇した魔力を補うために大量の精気を必要としている。また、サティアが呪いごと魂の一部を切り捨てた影響で、一部の記憶と感情が失われている。そのため、バリハルト神殿のキャラクターに対しては姉のカヤであってさえ名前を思い出せない。
アビルース・カッサレ
後述の、世代を越えて登場するキャラ参照。
ペルル
声 - 春日アン
後述の、世代を越えて登場するキャラ参照。
空の勇士
声 - 奥田香織
後述の、世代を越えて登場するキャラ参照。
水の巫女
声 - 野神奈々
後述の、世代を越えて登場するキャラ参照。

### 第3世代
マクル崩壊より50年経った時代を描く、第6章から第7章に主に登場するキャラクター。魔神やエルフなどの人間族以外の種族が多い。
神殺しハイシェラ
声 - かわしまりの
長い眠りに付いたセリカから女神の肉体の主導権を奪ったハイシェラ。容姿や声はアストライアのものだが、性格は当然ハイシェラのまま。女神の強大な力を手に入れた彼女は、オメール山を根城にその力でケレース地方の覇権を狙って戦乱を起こす。
戦乱の行方はそこまでの選択肢でその結果が若干異なる。
上記のとおり体は神殺しセリカの姿をしているため、後の伝説ではハイシェラの起こした戦乱もセリカの行ったこととして伝承されてしまっている。
魔人シュタイフェ
インドリトに仕えていた参謀だったが、ハイシェラの強さと器の大きさに惹かれて寝返った。ハイシェラに絶対の忠誠を示し、様々な策で勝利へと導く。魔族らしい残忍さも持つが、口調や性格がどことなく道化じみている。
選択肢の組み合わせにより運命が変わるキャラで、敗走するハイシェラを守るため殿を務めて戦死、戦いを生き延びていつかハイシェラが再起する事を信じ野に下るなど。野に下った場合は、EDでも出番がある。
魔人バラパム
ハイシェラの配下の魔族で、捕らえた捕虜を調教する事に長ける。キャラグラフィックからして卑猥なキャラ。シュミネリアを調教する事を選択した場合、バラパムの手によって行われる。
インドリト・ターペ＝エトフ
ハイシェラと五十年にも渡って戦い続けてきたターペ＝エトフの王。ドワーフ族。ハイシェラにも好敵手として認められていた英雄。老衰には勝てず、ハイシェラに国を譲って崩御する。
アーベルト・クケルフ
イソラ王国国王。元々凡庸な王だったが、息子2人を相次いで失った事で気力を無くしており、ハイシェラに逆らう事もせず従おうとする。
シュミネリア・テルカ
声 - 広森なずな
イソラ王国第一王位継承者。父王に代わり、ハイシェラにより存亡の危機に立たされた王国を守ろうと奔走する王女。
プレイヤーの選択肢により未来が異なり、徹底的な陵辱調教の果てに精神崩壊もしくは自殺という悲惨な運命を辿る、ハイシェラの王道を傍で見続けた結果、魔族を理解して共存する道を選択しようとするが、気がふれたとして王位を剥奪され、その後は自殺したとも夫と共に幸せに暮らしたとも語られる未来など。
ヴィルト・テルカ
シュミネリアの夫で、軍神マーズテリアの勇者。水竜騎士。窮地に陥ったイソラ王国と妻を救うため、マーズテリアの軍勢を率いて帰国する。
シュミネリアと同じでプレイヤーの選択で未来が異なり、ハイシェラに敗れた後、精神崩壊した妻と共に生き続ける、シュミネリアを喪い自身も命を落とす、妻を取り戻してハイシェラの器の大きさに触れ、内心魔族を認め戦場を去っていくなどに分岐する。
ロコパウル・セーテ
ヴィルトと共にケレース地方に派遣された、マーズテリア軍団総代の神官。頭が切れ、魔神とも交渉の駆け引きを行うほど度胸がある。魔族にも比較的寛容で、話が通じるならまずは交渉し、マーズテリアの軍門に下るという条件付で存在を許容する事もある。どのような選択肢を選んでも、ケレース地方の戦乱は彼が収める事になる。
魔神アムドシアス
声 - 新堂真弓
後述の、世代を越えて登場するキャラ参照。
魔神ナベリウス
声 - 大波こなみ
後述の、世代を越えて登場するキャラ参照。
白銀公
声 - 海原エレナ
後述の、世代を越えて登場するキャラ参照。

### 第4世代
セリカがハイシェラより身体の主導権を取り戻して120年の時が流れた時代を描く、第8章から最終章に登場するキャラクター。
セリカ・シルフィル
ハイシェラより身体の主導権を取り戻した後、枯渇した魔力を補充するための120年の眠りから目覚めたセリカ。神の肉体が人の魂に与える圧力の影響で、この頃にはほぼ全ての記憶と感情を失っており、サティアの事すらもう思い出せない。しかし生き続けるという約束だけは魂に刻み込まれており、今後のセリカの行動の根幹を成すようになる。
シャマーラ・クルップ
声 - 富樫ケイ
もうほとんど思い出すことのできない姉カヤに良く似た雰囲気を持つ少女。セリカはシャマーラと出会ったとき、なぜか理由は分からないが懐かしい感じを抱いた。性格や行動、お宝大好きな点がカヤに良く似ており、セリカにとって心安らぐ相手だった。出会った当初はセリカの事を女と間違えたり、腕は立つがちょっと変人という認識だったが、行商の旅の中で次第にセリカの事を愛するようになる。しかし、旅が進むにつれてセリカが普通の人間ではないという事に薄々ながら気付きだし、メルキア王国からの一連の事件に関った事で、遂にセリカの姓「シルフィル」を知り、彼が神殺しの物語に語られる伝説の存在そのものであるという事を知る。狭間の迷宮へと旅立つセリカを前に一度は逃げようと涙ながらに訴えかけるが、セリカの決意とこの先はただの人間がついていける領域ではない事を判っていたシャマーラは、最後は笑顔で別れを告げるのだった。
カヤや『戦女神2』で登場するマリーニャ・クルップとの関連性は不明瞭だったが、後に『VERITA』でマリーニャの前世である事が明かされた。
レクシュミ・パラベルム
声 - 緒田マリ
神格位を授かる前のレクシュミ。この頃は水の巫女の代行者としてセリカの行動を見届ける役目を負っており、ある程度巫女の力を扱えるよう繋がった状態になっている。水の巫女の目となり戦いを見届けた後は、レウィニアへと帰還し神格位を授かり正式に不死騎兵隊「アナート・ヴァイ」の団長として就任する。
ヴェルロカ・プラダ
声 - 岩泉まい
メルキア王国（後のメルキア帝国）の公爵。魔族とドワーフ族のハーフであり、幼い見た目に反し、それなりの年月を生きている。宰相として国を動かす為に必要な能力に恵まれており、彼女抜きではメルキア王国は成り立たない。クリアの願いで、セリカとの会談の場を設けた。
『魔導巧殻_〜闇の月女神は導国で詠う〜』では彼女の子孫が登場する。
ルナ＝クリア
声 - 青山ゆかり
軍神マーズテリアの聖女。神格者。教皇並の強大な権力を持つ実力者だが、神殿とは別の独自の考え方を持っており、教義よりも自身の目で確かめた真実の方を重視する。神殺しセリカという人物の本質を見極めるため、ゾノ・ジに監視を命じていた。セリカの本質を見極めた後は、全面的に協力するようになる。
EDでは、眠りにつく直前のセリカと再会の約束を交わした。後にセリカと恋仲になるのだが、今作ではまだ顔見せに過ぎないために登場回数があまり多くない。
ゾノ・ジ
ルナ＝クリアに仕えるマーズテリアの戦士。クリアにセリカ監視を命じられながらも、最初は邪神として問答無用に滅ぼすべきだ考えていた。だが、彼の行動を見守る内に心優しき戦士である事を知り、その考えを誤りとして改める。
狭間の宮殿にて、クリアの目となって全てを見届ける役を願い出てセリカに同行する。その役目を果たした後は、同行を願い出た己の真の目的である「セリカ生還」のために、狭間の宮殿ごとセリカを葬ろうとする現神に自らの命を捧げる事で交渉を願い出てそれを成し遂げた。
腐海の大魔術師
この時代のアビルースの呼び名。後述の、世代を越えて登場するキャラ参照。
古神アイドス
声 - かわしまりの
後述の、世代を越えて登場するキャラ参照。
？？？？？
勅封の斜宮に捨てられたセリカの記憶と魂の一部で、後のラプシィア・ルン。この時点ではまだ不定形な精神体で、出来る事は精神攻撃程度という弱い力しか持っていない。アビルースの後を気付かれない様つけ回しており、狭間の宮殿へもそうやって潜り込んだ。そこで、セリカと融合しようと一行を集団幻覚に嵌め迫るが、クリアと繋がっているゾノ・ジには幻覚が効かず破られてしまう。
その後は宮殿ごと異界へと流されてしまうが、その時に同じく異界へと流されたアビルースを救い、『戦女神2』でセリカが訪れる事となる「約束の地」の構想を練るなど後の行動を定めている。

### 世代を越えて登場するキャラ
物語の期間が人間の寿命を大きく越えるため、大半はセリカの使い魔。使い魔以外では、人ではない長命な者ばかり。
得体の知れないもの
声 - かわしまりの
セリカとダルノスが鉄屑の谷で遭遇した、強大な邪気を放つ存在。いかなる攻撃をもってしても、殺す事ができない。たとえバラバラにしようと活動を停止せず、その内に体が集まって復活する。また、相手と身体の一部を接触する事でその精神を蝕む。当初はウツロノウツワを求め行動しているが、後に神殺しとなったセリカを求め行動するようになる。
リブリィール山脈でハイシェラと空の勇士を相手取って戦うが、ハイシェラにより空の勇士諸共石化する事で一旦封じられる。しかし、石化を免れた欠片がアビルースに憑りつき、彼を歪ませる原因となっただけに留まらず、本体の元へ誘導して石化をも解除させる。その後は長きに渡りセリカを追い続けていた。
古神アイドス
声 - かわしまりの
「得体の知れないもの」の正体。アストライアの妹神にして、古の慈悲の大女神。アストライアと共に地の平和を願いし者だった。アストライア以上に世界を憂いており、アストライアが一度絶望して天界へと去った後も地上に残り続けた。現神や人間族とも手を取り合って世界を平和にしようと行動していたが、その結果は裏切りと失望のみで、思い詰めたアイドスはやがて人の感情を奪い浄化すれば争いは無くなると考えるようになる。しかしそれは、人が人として生きる力を奪いただ存在するだけの人形と化す行為であり、自身の存在理由「慈悲」を否定する行いだった。
存在の本質を見失った事に加え、更に人の邪心の想像以上の邪悪さに晒された神核は変質し、精神と神核が崩壊・分裂してしまう。しかし妄執に囚われた彼女の行動は止まる事が無く、神核「雨露の器」は穢れた「虚ろの器（ウツロノウツワ）」へ、彷徨える精神は邪気の塊の「得体の知れないもの」へと変化し、歪んだ慈悲で人々を狂わしこの世に災いをもたらす真の邪神となってしまった。人の邪心の浄化のためには再び二つが一つに戻る事が必要で、神核「雨露の器」がアストライアの手で浄化された後は、神核と魂が融合しているセリカを「雨露の器」として求めていた。しかし変質し過ぎた二つが再び一つに戻る事はなく、神核に拒絶され混乱した事でこの世の狭間へと一時的に逃れ、「狭間の宮殿」にて最後の決着をつける事になる。
神核と精神が別々に存在しているため、目に見える身体をいくら破壊しても殺す事ができない。そのため、アイドスを止めるためには分かれた二つを同時に消滅させるしかない。しかし、アストライアの身体を持ち雨露の器と魂が融合したセリカならば、アイドスを血肉として取り込む事で消滅させる事が可能。そのため、各国と現神がセリカとアイドス殲滅に軍を差し向ける準備を進める中でマーズテリアが下した決断は、神々の牢獄にして処刑場たる「狭間の宮殿」にて、セリカ自身の手で全ての決着をつけさせるというものだった。
パズモ・メネシス
声 - 神崎ちひろ
サティアの守護精霊。人見知りが激しく、サティア以外にはなかなか心を開かない。リンゴが大好物で、自分の身体ほどもあるリンゴを幸せそうに食べる。後にセリカが女神の肉体を手に入れると、セリカの守護精霊となり共に戦う。精霊なので普通に喋る事は出来ないが、精霊の声を聞ける白銀公とならばパズモも会話する事ができる。
最初期からセリカと行動を共にし長い時を一緒に過してきたが、セリカにより契約が解除された後は、ペルルと共に闇夜の眷属の国を探す旅に出た。
リタ・セミフ
声 - 岩泉まい
ドラブナの森の集落に住んでいた村娘。しかし、村が魔物に襲撃された際、村人を守るためドラブナに封じられていた魔槍を手にとってしまう。魔物は槍の力で撃退できたものの、呪われた槍に魂を同化され、結局生あるもの全てを殺戮してしまった。呪いに打ち勝つ可能性を信じたカヤによって森に封印され、神殺しとなったセリカが再び森を訪れた際に、呪いに勝ち新しく生まれ変わった姿を現して使い魔の契約を結ぶ事を望んだ。
セリカとの契約解除後は、冥き途でナベリウスと共に門番として死者を導くという新しい使命を得た。
リ・クティナ
声 - 民安ともえ
ディジェネール地方にあるニアクール遺跡内の都市に住まう、古代の叡智を守る龍人族の長。サティアと契約して（これはイベント的なものでゲームで実際に召喚はできない）その知恵を貸していたが、セリカがアストライアの身体を得たため、今度はそのままセリカの使い魔となる。しかし、その際にセリカに引きずられて自身も多くの記憶を失ってしまった。
セリカとの契約が解除された後はニアクールに戻り、己が目で見届けた神殺しセリカの戦いの真実を後世に伝えていく事を使命としていた。
魔神ハイシェラ
声 - 知七
「地の魔神」と呼ばれる、神にも匹敵するほどの強大な力を誇る魔神。残虐な性格だが、卑怯な行為を許さず正々堂々の戦いを尊ぶなど、誇り高い部分も持つ。本来の姿は、ネイ=ステリナからイアス＝ステリナに漂着した魔族を、先史文明期の人間が兵器として改造した人造の神。自身の肉体を魔力で変化させられる力を持ち、戦って倒した様々な強者達を取り込む事で己の力を高めてきた。
ニアクールの遺跡で初めて出会ったとき、戯れで人間だった頃のセリカに名を告げたが、その時は特に気に留める事もない存在と認識していた。しかし、セリカが神殺しとなった後、女神の身体のみならずセリカ自身にも興味を持ち、行く先々で神の身体を手に入れた人間が何を成すのかを見届けるようになる。その際に、セリカが負けたならばその身体を貰うと約束を交わした。第二世代の最後で、己の心に負けたセリカから約束通り身体の支配権を奪い、オメール山を根城に50年間に渡る戦乱を起こした（第三世代）。
第三世代の最後、オメール山でセリカに命を救われてからは、セリカを一人の男として認識し再会を約束してその場を去る。その後120年に渡って更に力を高めたハイシェラは、アイドスとの決着をつけようとするセリカに対し、「神を下す力を得るため」に二人で一つとなるべく最後の勝負を望む。これに敗れたハイシェラは、愛を交わし合った後にセリカに吸収されようとしたが、ハイシェラを殺したくないセリカはこれを拒否。わがままを言うセリカの願いを聞き入れ、剣に宿り「魔神剣ハイシェラソード」として共に永い道を歩む事となった。
EDでは、ほぼ全ての記憶を失ったセリカの事を想い、「紅き月神殿で出会い、女神の身体を奪おうと襲ったが逆に返り討ちにあい、消滅させられそうになった所を命乞いして剣に封じられた」と嘘をついた。これ以後、この嘘がセリカとハイシェラの出会いの事実という事になる。
魔神アムドシアス
声 - 新堂真弓
一角公と呼ばれる美をこよなく愛するソロモン72柱の一柱。少しズレている部分があり、色々と空回りをしたりもする愉快な性格。ハイシェラを美を解さない無粋者として嫌っていたが、彼女に敗れた後はその使い魔にされてしまう。使い魔にされた後も隙あらば寝首を掻こうと足掻いていたが、オメール山探索の際に先史文明の遺産である魔道鎧に魅入られてパーツとして取り込まれてしまう。ハイシェラに鎧を破壊されて一旦助け出されたものの、意識不明で自我消失の危機にあったアムドシアスは、その直後覚醒したセリカに救われる事になった。その後120年間に渡りハイシェラと共に戦っていたが、その間に彼女との関係は仇敵から喧嘩友達の様なものに変化していた。セリカとの再会後は、紅き月神殿にてセリカと互角の勝負を望むハイシェラの頼みを受けて、セリカの使い魔となる。
狭間の宮殿からの脱出時、セリカを救うため現神との交渉を願うゾノ・ジを襲い来る魔物達から護衛する為に自ら残り、そのまま異界(｢神の墓場｣)へと流され行方不明になる。次にセリカと再会することになるのは、さらに300年以上後となる｢戦女神VERITA｣の時代。ただし、｢神の墓場｣は元の世界との時間差がおよそ100倍ほどあり、アムドシアスにとっては数年ぶりの再会であった。
魔神ナベリウス
声 - 大波こなみ
アムドシアスやハイシェラの知人で、冥界に繋がる「冥き途」を守る番人にしてソロモン72柱の一柱。ケルベロスに跨っている。当初は役割を果たす事のみが大事で外界や他者へ興味を示す事が一切なく、知人とはいえアムドシアスは煩いからと嫌っており、唯一ハイシェラだけは嫌っていなかった。それでも、ハイシェラでさえ殆どまともなコミュニケーションを取れないくらい、淡白な反応を返すだけだった。しかし、アビルースに強制支配された際にセリカに助けられた事で、他者に興味を持ち外界へと目を向けるようになり、セリカの使い魔となる。
セリカとの契約解除後は、リタ・セミフと共に冥き途へと帰還し本来の役割に戻った。その際には、以前に比べて他者とコミュニケーションを取るようになっていた。
白銀公
声 - 海原エレナ
トライスメイルのエルフの王。ハイシェラが身体の主導権を握っていた頃から「現神ルリエン」に従いセリカを見守っており、セリカが身体の主導権を奪い返した後は、魔力回復の長い眠りについた彼を外敵から守るためオメール山に封印していた。セリカが目覚めた後は記憶を取り戻す導きを役目とし、シャマーラと出会わせ外界へと送り出した。その後、記憶を取り戻したセリカと共に狭間の宮殿での戦いに赴き、全てを見届けた後はトライスメイルで元の生活へと戻っていった。
アビルース・カッサレ
腐海の地にある地下都市フノーロに住まう魔術師。闇夜の眷属。人間としては相当に高い魔力を持つ。セリカの事を男だと知っているが、それでも「貴方」ではなく「貴女」と呼ぶ。魔人ブレアード・カッサレを輩出した魔術の名門カッサレ家の一員で、その血塗られた歴史を嫌っていた。当初は心優しく誠実な青年で、純粋な好意から弱ったセリカの面倒を見る事になる。しかし、セリカに惚れた事が原因で次第に運命が狂っていき、アイドスの欠片に憑りつかれて狂気に飲み込まれ暴走を始める。最後はセリカと決別し、女神の身体を奪うため人間の身には無謀な儀式を行ったため、視力と若さを失い老人の姿になって森へと姿を消した。
そうして全てを失ったアビルースは、記憶の混濁と妄執に囚われて、憑りついた欠片が導くまま「得体のしれないもの」の封印を解く。その後魔人となり、人を越える生と「腐海の大魔術師」の異名を得るが、170年の時は記憶の混濁を更に進め、もはやペルルの事も思い出せず自分の妄想の中の女神を求めるだけの狂人と化していた。この頃にはもう良心など欠片も残っておらず、女神を手に入れるためならどの様な非道な手段でも平然と行うようになっている。セリカを求めアイドスと共に狭間の宮殿へと侵入したアビルースだったが、戦いに敗れ異界｢神の墓場｣へと落下してしまう。この時にペルルが語ったアビルースの本来の夢は、常にセリカの傍に在り、共に闇夜の眷属の国を作る事だった。
これで全てが終わったと思われたが、その場にいた?????によって救い出された。この後については、300年以上経過した続編「戦女神VERITA」にて語られることとなる。「戦女神VERITA」での再会・戦いの後、さらに数十年以上経った時代にカドラ鉱山跡で再会する事となる。
このように、最初の作である｢戦女神｣では敵キャラの一人でしかなかったが、シリーズを通してセリカと因縁深いキャラとなった。
ペルル
声 - 春日アン
アビルースの弟子でもある使い魔。闇夜の眷属。天真爛漫な性格で、魔力が枯渇したセリカの為に積極的に性魔術を行い精気を分け与えた。アビルースと共に闇夜の眷属の国を作る事が夢だったが、セリカの旅に同行した事がきっかけで運命が大きく変わり、狂ったアビルースを止める為に師を裏切る事となる。
その後セリカの使い魔となって共に170年もの長い時を過してきたが、全てが終わり契約解除された後はパズモ・メネシスと共に闇夜の眷属の国を捜す旅に出た。
続編の｢戦女神VERITA｣では一切登場しないものの、300年以上経過したVERITAの時代でも生存している事がリタのセリフから分かる。
空の勇士
声 - 奥田香織
竜族の若き戦士にして巫女候補。ハイシェラと互角に戦える程の強大な力を誇る。この時は、まだ若輩ゆえに竜族の長から名を与えられていない。雲居（巫女）の言葉を聴き、マクルへ向かうためリブリィール山脈を訪れたセリカを「災厄の種」として排除すべく戦いを挑んだが、その剣に曇りが無かった事から停戦。セリカの動向を見守る事とする。しかし、その場にハイシェラと得体の知れないものが現れ、邪気の塊である得体の知れないものを滅ぼさんとハイシェラと共同で戦いを挑む。だが、その最中にこれに捕らえられた彼女はその邪気に心を侵されてしまい、完全に狂気に堕ちる前に自分ごと得体の知れないものを封印する事をハイシェラに願う。こうして石化した彼女だったが、アビルースが封印を解いたために諸共に開放されてしまい、破壊衝動に狂った狂戦士としてリブリィール山脈周辺で暴れ続けていた。
その後長きに渡って誰も彼女を止められないでいたが、シャマーラと共に再びリブリィール山脈を訪れたセリカによって暴走を鎮められ、その恩に報いるために使い魔としての契約を望んだ。戦いが終わって契約解除された後は、竜族の長より名を与えられリガナール半島の竜族領へと旅立つ。
水の巫女
声 - 野神奈々
レウィニア神権国を治める土着の神。その正体は神の域にまで達した水精霊であるとも言われている。やがてセリカと関る事になる未来を予知しているが、今はまだ助言を与えて静観するのみ。レクシュミに己の代行を命じ、セリカの行動を観察していた。

### はぐれ魔神
魔神トリグラフ

魔神ラテンニール
もはやお馴染みとなった無数の触手とやたら大きな剣を持つはぐれ魔神。今作はなぜか幼女体型。
魔神アスタロト

## スタッフ
- 企画 - つるぎゆきの
- キャラクターデザイン・原画 - 鳩月つみき
- シナリオ - 矢田影見、松江旺來
- プログラム - KTI、FALS
- 音楽 - クワイア
- OPテーマ「約束の剣」
  - 歌・作詞・作曲 - ちづ / 編曲 - SNOW
- EDテーマ「足跡」
  - 歌・作詞・作曲 - ちづ / 編曲 - SNOW

## 関連商品
CD
- 戦女神ZEROサウンドコレクション

書籍
- 戦女神ZEROコンプリートガイドブック

抱き枕カバー
- 戦女神ZERO抱き枕カバー（サティア&ハイシェラ）
- 「戦女神ZERO」ルナ＝クリア 抱き枕カバー